# 臺中市西區忠信國民小學
臺中市西區忠信國民小學（簡稱忠信國小）是台灣臺中市的一所市立國民小學。

## 校史
- 民國45年8月1日，設立忠孝國民學校忠信分班。
- 民國46年5月1日，忠信分班獨立設校為為臺中市西區忠信國民學校。
- 民國54年8月，臺中市政府指定為省國校輔導團重點輔導學校。
- 民國57年8月，校名改為臺中市西區忠信國民小學。
- 民國70年8月1日，成立附設國民小學補習學校。
- 民國76年9月1日，成立附設幼稚園。
- 民國77年1月8日，忠信堂落成、成立幼兒教育資源中心。
- 民國91年拆除舊宿舍，增設校園停車場。
- 民國106年3月，國際教育情境空間工程-星空美術館、晴空英語館完成。
- 民國 108年1月至5月北棟耐震補強工程。（工程期間，行政至忠信堂辦公）
- 民國 108年7月「社區共讀站」開工，10月18日「閱讀行旅圖書館」揭牌。
- 民國 108年8月全校班級教室，科任教室，辦公室，圖書館及公共室內空間全面加裝冷氣完成。
- 民國 109年6月忠信堂整修工程，9月完工。經費新台幣一千一百萬元。
- 民國 109年8月1日校長張家馨先生他調大里區健民國小，遴選校長黃美樺女士為第十三任校長。
- 民國 110年11月新設與整修兒童遊戲器材「樹影綠廊一畝田」完工啟用。
- 民國 110年11月廚房修繕工程完工。
- 民國 111年4月幼兒園遊戲器材整修與新設「丸．童心」完工，9月啟用。
- 民國 111年8月獲補助平板車8部，共計243台師生用平板。
- 民國 111年9月增設智慧教室9間，加上教育局補助，班班有智慧教室完成。

## 歷任校長
- 民國45年8月1日設立忠孝國民學校忠信分班，余文火為分班主任

1. 民國46年5月1日 余文火
2. 民國52年8月 廖萬順
3. 民國62年1月4日 江錦榮
  1. 民國71年8月1日 廖向榮主任代理
4. 民國71年8月23日 陳火樁
  1. 民國74年9月16日 余良生主任代理
5. 民國74年11月30日 廖天士
6. 民國82年8月 呂祥一
7. 民國90年8月 謝偉成
8. 民國97年8月 王財隱
9. 民國101年8月 張家馨
10. 民國109年8月 黃美樺

## 學區
西區:
土庫里（第1─3、11─13、28、30 鄰）

吉龍里（第1─12、14、17、27 鄰）

公民里（全里）

安龍里（第1─23鄰）

平和里（第7、8、10─13鄰）

昇平里（第32─34鄰）

東昇里（第1、3－5、7、11、16、17 鄰）【為忠信國小與忠孝國小共同學區】

藍興里（1、2、25、26）【為忠信國小與忠孝國小共同學區】

## 外部連結
- 臺中市西區忠信國民小學 （页面存档备份，存于）

中市忠信國小 小六生在校遭警帶走 盧秀燕震怒批校方：要求教育局重懲重罰
https://tw.news.yahoo.com/%E4%B8%AD%E5%B8%82%E5%B0%8F%E5%85%AD%E7%94%9F%E5%9C%A8%E6%A0%A1%E9%81%AD%E8%AD%A6%E5%B8%B6%E8%B5%B0-%E7%9B%A7%E7%A7%80%E7%87%95%E9%9C%87%E6%80%92%E6%89%B9%E6%A0%A1%E6%96%B9-%E8%A6%81%E6%B1%82%E6%95%99%E8%82%B2%E5%B1%80%E9%87%8D%E6%87%B2%E9%87%8D%E7%BD%B0-064742542.html